# 톈산산맥
톈산산맥(天山山脈, 천산산맥), 줄여서 톈산(天山, 천산)은 중앙아시아에 있는 산맥이다. 현지 발음으로 탕그리 토그라고 부르며 중국어로 톈샨은 탕그리 토그에서부터 유래된 이름이다. 중국어로 바이산(白山, 백산), 쉐산(雪山, 설산)이라고도 불렸다. 최고봉은 포베다산이고, 두 번째 높은 최고봉은 한텡그리봉이며 여러 높은 산들이 많이 있다. 이곳 산들은 봉우리에 빙하가 남아 있다. 텐산산맥은 타림 분지와 타클라마칸 사막의 북쪽 경계를 이룬다. 서쪽과 동쪽은 지형이 서로 다르다. 서쪽이 날카로운 봉우리와 빙하가 많은 데 비해, 동쪽은 빙하와 날카로운 봉우리가 적다. 교통로가 발달해 있고, 농업과 목축업도 활발하게 이루어진다. 해발고도는 3,600∼4,000m, 길이는 2,000km, 너비는 400km이다. 2013년에 캄보디아에서 개최하는 제37회 세계유산 위원회에서 신장 위구르 자치구의 톈산산맥이, 2016년 제40회 세계유산 위원회에서 카자흐스탄, 키르기스스탄, 우즈베키스탄의 톈산산맥이 유네스코 세계유산으로 지정되었다.

## 지리
톈산산맥의 남쪽에 타림 분지·타클라마칸 사막·쿤룬산맥·카라코람산맥이 차례로 있으며, 남서쪽에 파미르고원과 힌두쿠시산맥이 있다. 이들 중 카라코람산맥과 힌두쿠시산맥은 히말라야산맥의 일부이다.

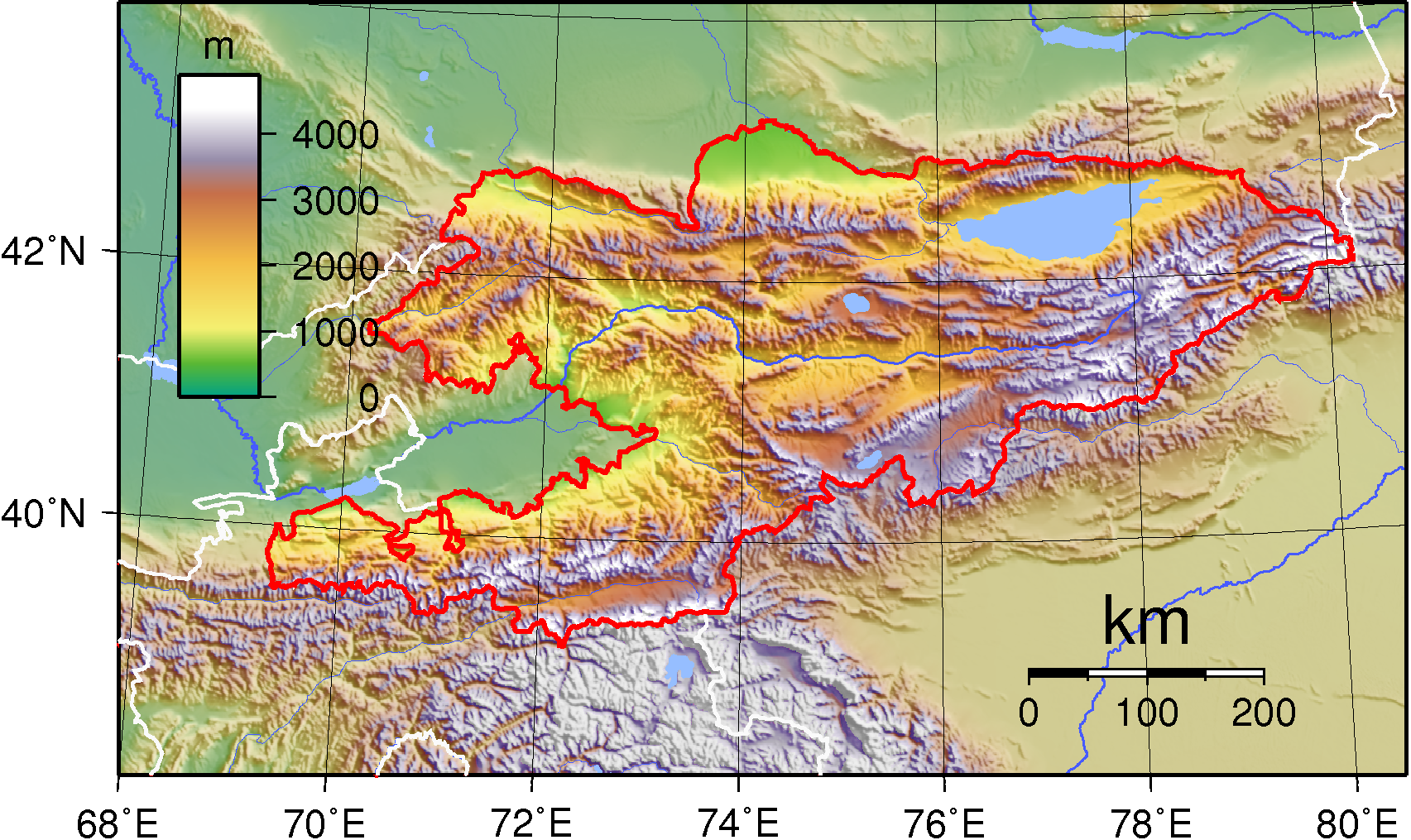
탕그리 토그,톈산산맥의 위치